# Creu de la plaça de la Creu (Piera)

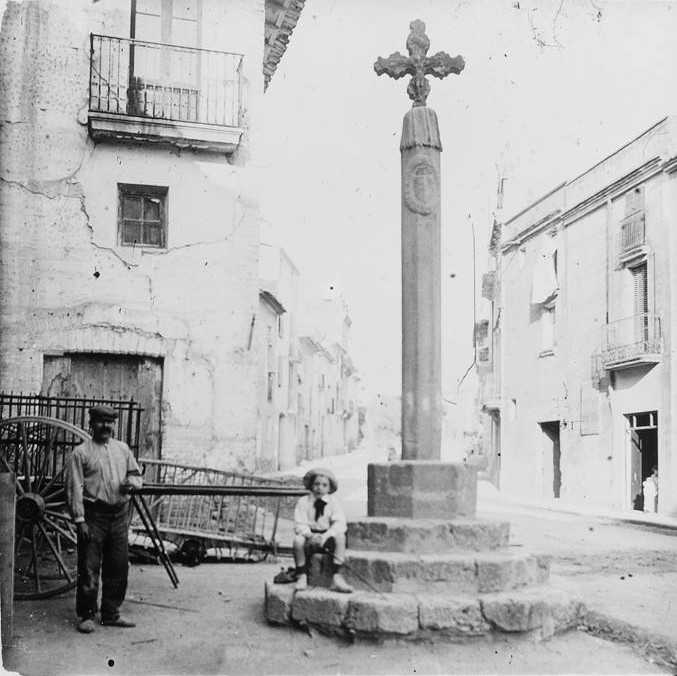
La creu el 1914

La Creu de la plaça de la Creu és una creu de terme situada a la plaça a la que dona nom, a Piera (Anoia).
La creu original, del segle XVI o XVII, va ser destruïda durant la guerra civil i va ser substituïda per una creu nova, l’any 1951, alçada en memòria de Martí Estany. Per fer-la es van encarregar els motlles a l’esgrafiador Ferran Serra i el mestre Mata va executar les dues plaques de la creu: una amb la imatge del Sant Crist de Piera i l’altra la Mare de Déu. La nova creu ha estat refeta pels mateixos autors els anys 1980 i l'any 2015.